# Amethysphaerion submetallicum
Amethysphaerion submetallicum là một loài bọ cánh cứng trong họ Cerambycidae.